# Bredgletsjer
De Bredgletsjer is een gletsjer in Nationaal park Noordoost-Groenland in het oosten van Groenland. De gletsjer ligt in het zuidoosten op het eiland Traill Ø en komt uit ten zuiden van de Mountnorrisfjord. 
De Bredgletsjer heeft een lengte van meer dan acht kilometer en stroomt naar het noorden.